# Geschichte Rußlands in Erzählungen für Kinder
Istorija Rossii w rasskasach dlja detei (russisch История России в рассказах для детей, wiss. Transliteration Istorija Rossii v rasskazach dlja detej), die Geschichte Rußlands in Erzählungen für Kinder, ist ein Werk der russischen Kinderbuchautorin Alexandra Ossipowna Ischimowa (1805–1881), das in Russland seit langem als eines der besten Bücher für junge Leser über die Geschichte Russlands gilt.

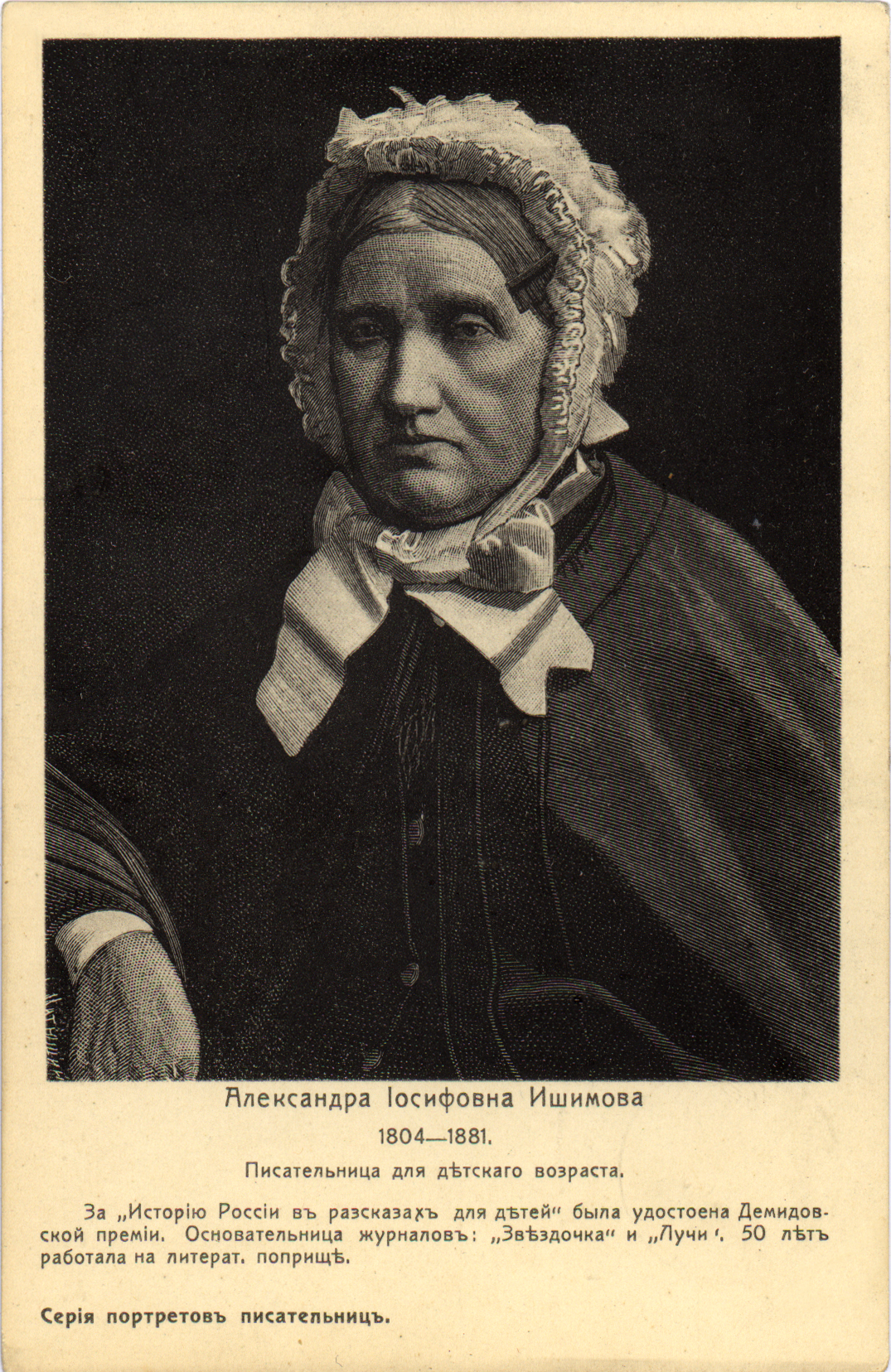
Die Kinderbuchautorin Alexandra Ossipowna Ischimowa (1805–1881) auf einer Postkarte

## Kurzeinführung
Das Buch behandelt alle wichtigen Ereignisse der russischen Geschichte von der Antike bis zum Beginn der Herrschaft von Nikolaus I.
Die Autorin wurde dafür mit dem Demidow-Preis der Akademie der Wissenschaften ausgezeichnet (für die zweite Auflage von 1841), der höchsten wissenschaftlichen Auszeichnung Russlands. Die ersten Erzählungen des Schriftstellers wurden von führenden russischen Schriftstellern und jungen Lesern gleichermaßen begeistert aufgenommen.
Das Buch ist anschaulich und in fesselnder einfacher Sprache geschrieben, unter Verwendung hagiographischer Literatur und biblischer Geschichten. Neben seiner patriotischen Linie wird auch eine spirituelle verfolgt, und der Leser ermahnt, Gottes Geboten zu folgen und selbst in den schlimmsten Zeiten nicht die Gesetze der Moral zu überschreiten.
Dieses Buch wurde zu einem Nachschlagewerk für alle russischen Familien, die sich um die Erziehung und geistige Entwicklung ihrer Kinder kümmerten.
Der erste Teil des Werkes wurde 1837, kurz vor Puschkins Tod veröffentlicht. Puschkin (1799–1837) schrieb Ischimowa unmittelbar vor seinem tödlichen Duell einen Brief, der sein letzter bleiben sollte:

„Heute öffnete ich zufällig ihre Geschichte Rußlands in Erzählungen für Kinder und las mich unwillkürlich fest. So muß man schreiben!“

Das Werk steht auf der russischen Leseempfehlungsliste der „100 Bücher für Schüler“.
Ischimowa hatte bereits mit einer anderen Übersetzung für Kinder Erfolg  gehabt. Ihre Geschichte Russlands für Kinder wollte Ischimowa so schreiben, "wie Walter Scott englischen Kindern die Geschichte Englands erzählte" («наподобие того, как Вальтер Скотт рассказал историю Англии английским детям»), und ihre wichtigste (aber nicht die einzige) Quelle war Karamsin. So arbeitete sie ab August 1834 an ihrem Hauptwerk, womit sie landesweit bekannt werden sollte. Sie studierte dafür alle ihr zur Verfügung stehenden Quellen und insbesondere Nikolai Michailowitsch Karamsins Geschichte des russischen Staates. Ischimowas Erzählungen wurden allgemein mit Begeisterung aufgenommen.
Wissarion Grigorjewitsch Belinski hielt die Erzählungen, die sich seiner Meinung nach nicht an Kinder, sondern an "Jugendliche, Erwachsene und sogar alte Menschen" richteten, für einen wichtigen Beitrag zur russischen Literatur. Er urteilte über das Werk:

„... Frau Ischimowas Geschichte ist so malerisch, lebendig, faszinierend und die Sprache so schön, dass die Lektüre ihrer Geschichte ein wahres Vergnügen ist - nicht für Kinder, für die das Lesen von Geschichte, egal welcher Art, völlig nutzlos ist, weil es für sie nichts Interessantes oder Zugängliches darin gibt - sondern für Jugendliche, Erwachsene und sogar alte Menschen.
... die "Geschichte" von Frau Ishimova [ist] eine wichtige Errungenschaft für die russische Literatur: Ihr Werk ist so reich an anderen Tugenden, unter denen der erste Platz von einer großartigen Geschichte und einer schönen Sprache eingenommen wird, die eine sichere Hand, literarische Erfahrung, gründliches Studium des Themas und unermüdlichen Fleiß offenbaren. Das Erzählen ist eine der wichtigsten Tugenden eines Historikers: Es genügt nicht, Tatsachen und Ereignisse getreu wiederzugeben, sondern es ist notwendig, dass sich diese Tatsachen und Ereignisse unmittelbar in den Geist und die Vorstellungskraft des Lesers einprägen, und seine Augen nicht nur Buchstaben, sondern auch Bilder sehen. In dieser Hinsicht hat Frau Ischimowa ein außergewöhnliches Talent.“

In der Geschichte Russlands (A History of Russia) von Catherine Evtuhov und Richard Stites wird die Kritik an dem Werk mit folgenden Worten zusammengefasst:

„Russia in Stories for Children (1837-1840) frankly promoted Russian conquest in the name of recovering lost territory, moving to natural boundaries, gathering in fellow Russians, gaining security, and offering civilization to the blighted and barbaric peoples of the Arctic and desert wastes. Converting native people to Orthodoxy was one route to this goal.“

## Textbeispiele
Das Werk von Ischimowa beginnt mit den Worten:

„Liebe Kinder! Ihr liebt es, wunderbare Geschichten über tapfere Helden und schöne Prinzessinnen zu hören, ihr amüsiert euch über Märchen über gute und böse Zauberinnen. Aber es wäre doch noch schöner für euch, kein Märchen zu hören, sondern eine wahre Geschichte, d.h. die wirkliche Wahrheit? Hört zu, ich werde euch von den Taten eurer Vorfahren erzählen. Früher gab es in unserem Vaterland, Russland, keine so schönen Städte wie St. Petersburg und Moskau. Dort, wo ihr heute schöne Gebäude bewundert, wo ihr so fröhlich im Schatten kühler Gärten lauft, gab es einst unwegsame Wälder, sumpfige Sümpfe und rauchige Hütten; an manchen Orten gab es auch Städte, aber nicht so große wie in unserer Zeit. In ihnen lebten Menschen, schön in Gesicht und Haltung, stolz auf die ruhmreichen Taten ihrer Vorfahren, ehrlich, freundlich und liebevoll zu Hause, aber schrecklich und unerbittlich im Krieg. Man nannte sie Slawen. Stimmt, und die Jüngsten von euch wissen, was Ruhm bedeutet? Die Slawen bemühten sich zu beweisen, dass sie nicht umsonst so genannt wurden, und zeichneten sich durch all die guten Eigenschaften aus, mit denen man Ruhm erwerben kann.
Sie waren so ehrlich, dass sie bei ihren Versprechen anstelle von Eiden nur sagten: "Wenn ich mein Wort nicht halte, soll ich mich schämen!" - und immer erfüllten, was sie versprachen, so tapfer, dass selbst ferne Völker sie fürchteten, so liebevoll und gastfreundlich, dass sie den Gastgeber bestraften, dessen Gast durch etwas beleidigt wurde. Es ist nur schade, dass sie den wahren Gott nicht kannten und nicht zu ihm, sondern zu verschiedenen Götzen beteten.“

Eine andere Textstelle lautet:

„Unser Staat, der in seiner Ausdehnung einmalig ist, ist in seinem europäischen Teil, wo er begann, eine weite Ebene, die von fünf Meeren umgeben ist: der Nordsee, der Ostsee, dem Schwarzen Meer, dem Asowschen Meer und dem Kaspischen Meer. In dieser Ebene, die nur in der Mitte einige Hügel aufweist, war es für verschiedene Stämme leicht, durchzuziehen und zu nomadisieren, vor allem in der Epoche der großen Völkerwanderungen in den ersten Jahrhunderten des Christentums. So zogen hier Skythen, Sarmaten, Goten, Hunnen und Awaren durch...“

## Ausgaben
Die erste Ausgabe des Buches wurde von der  St. Petersburger Akademie der Wissenschaften 1837–1840 in sechs Teilen  veröffentlicht, die Auflage belief sich auf 1200 Exemplare. 1841 erschien die zweite Ausgabe, wofür sie den Demidow-Preis erhielt.
Es gibt verschiedene weitere Ausgaben des Werkes, bis hinein in die jüngere Zeit.